# Strada statale 15 Via Flavia
La strada statale 15 Via Flavia (SS 15) era una strada statale italiana, che in origine collegava Trieste a Pola. In seguito ai mutamenti confinari conseguenti alla seconda guerra mondiale, il suo tracciato fu notevolmente accorciato, terminando al Valico di Rabuiese; per poi essere completamente declassificata nel 2009 con la consegna del tracciato alla Provincia di Trieste.

## Storia

Il tracciato della strada nel 1928

La strada statale 15 venne istituita nel 1928 con il seguente percorso: "Diramazione n.14 presso Trieste - Stazione di Capodistria - Buie - Pisino - Dignano d'Istria - Pola.".
Il nome di Via Flavia venne ripreso da un'antica strada romana della provincia Venetia et Histria, fatta costruire dall'imperatore Vespasiano nel 78-79. La strada partiva da Aquileia, allora importantissimo centro, lambiva Trieste e costeggiava il litorale istriano passando per Pola e Fiume; giungeva infine in Dalmazia, ma si è supposto che dovesse originariamente prolungarsi sino alla Grecia.

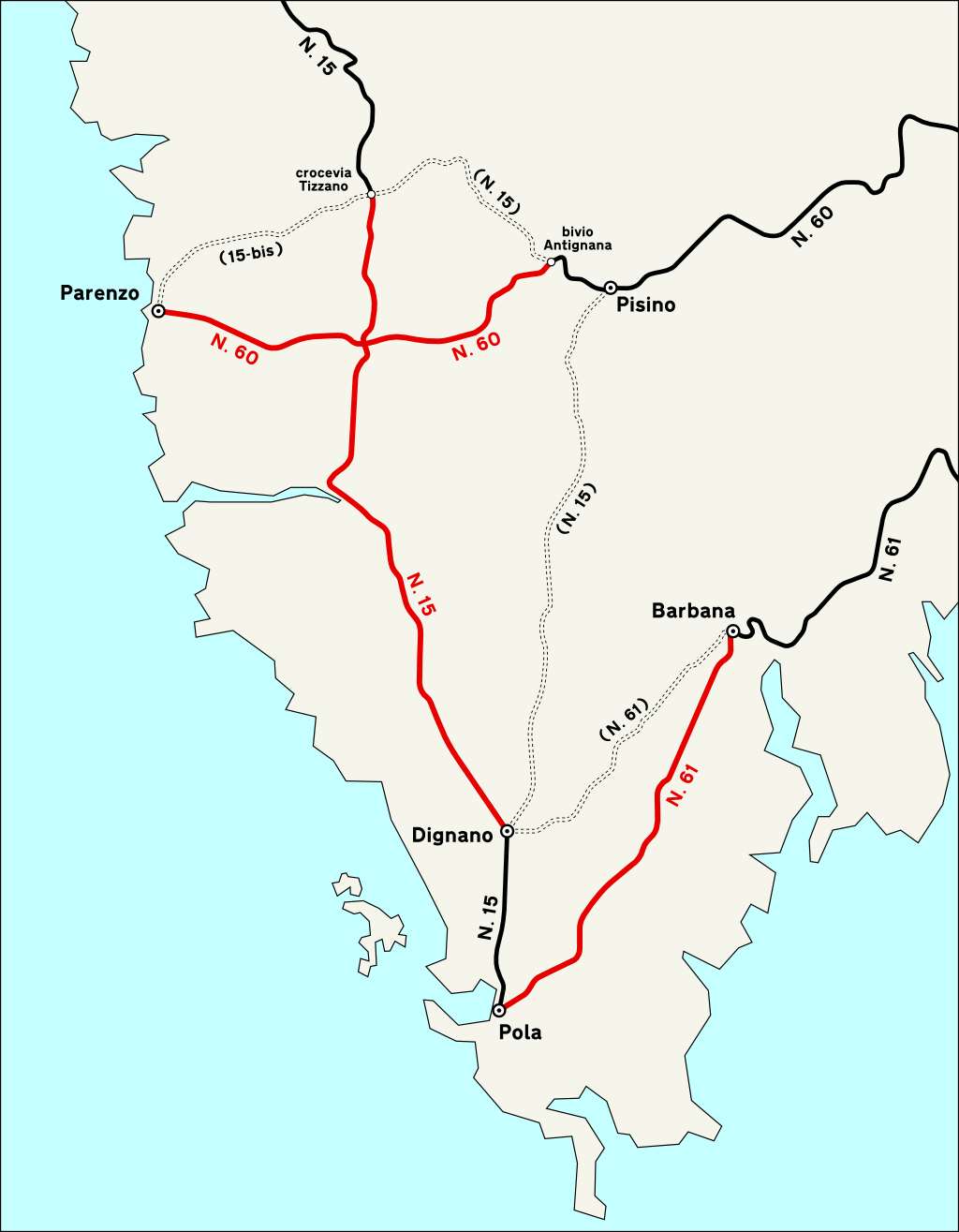
Mappa delle modifiche alla rete delle strade statali istriane in seguito al R.D. 23 novembre 1936, n. 2177

Nel 1936 il tracciato della strada tra il crocevia Tizzano e Dignano venne modificato: il vecchio tracciato, passante per Pisino, venne abbandonato a favore di un nuovo tracciato più diretto, passante per San Lorenzo del Pasenatico, Leme, Sossi e Valle d'Istria; un breve tratto del tracciato abbandonato, dal bivio per Antignana a Pisino, divenne parte della SS 60 del Monte Maggiore contemporaneamente prolungata, il resto venne declassificato dalla rete delle strade statali.
In seguito alla modifica dei confini conseguente al trattato di Parigi del 1947, gran parte della strada venne assegnata alla Jugoslavia.
Nel 2009 il tratto italiano è stato declassato a strada provinciale, assumendo la denominazione SP ex SS15. Nel 2018, in seguito alla soppressione delle province nella regione Friuli Venezia Giulia, la strada è divenuta di competenza regionale e gestita da Friuli Venezia Giulia Strade. Inizialmente indicata come "Strada di Aquilinia" , senza alcuna numerazione, nel 2019 riceve la numerazione SR TS 37.

## Percorso

Il sistema di collegamento a 4 corsie intorno a Trieste, chiamato Grande Viabilità Triestina

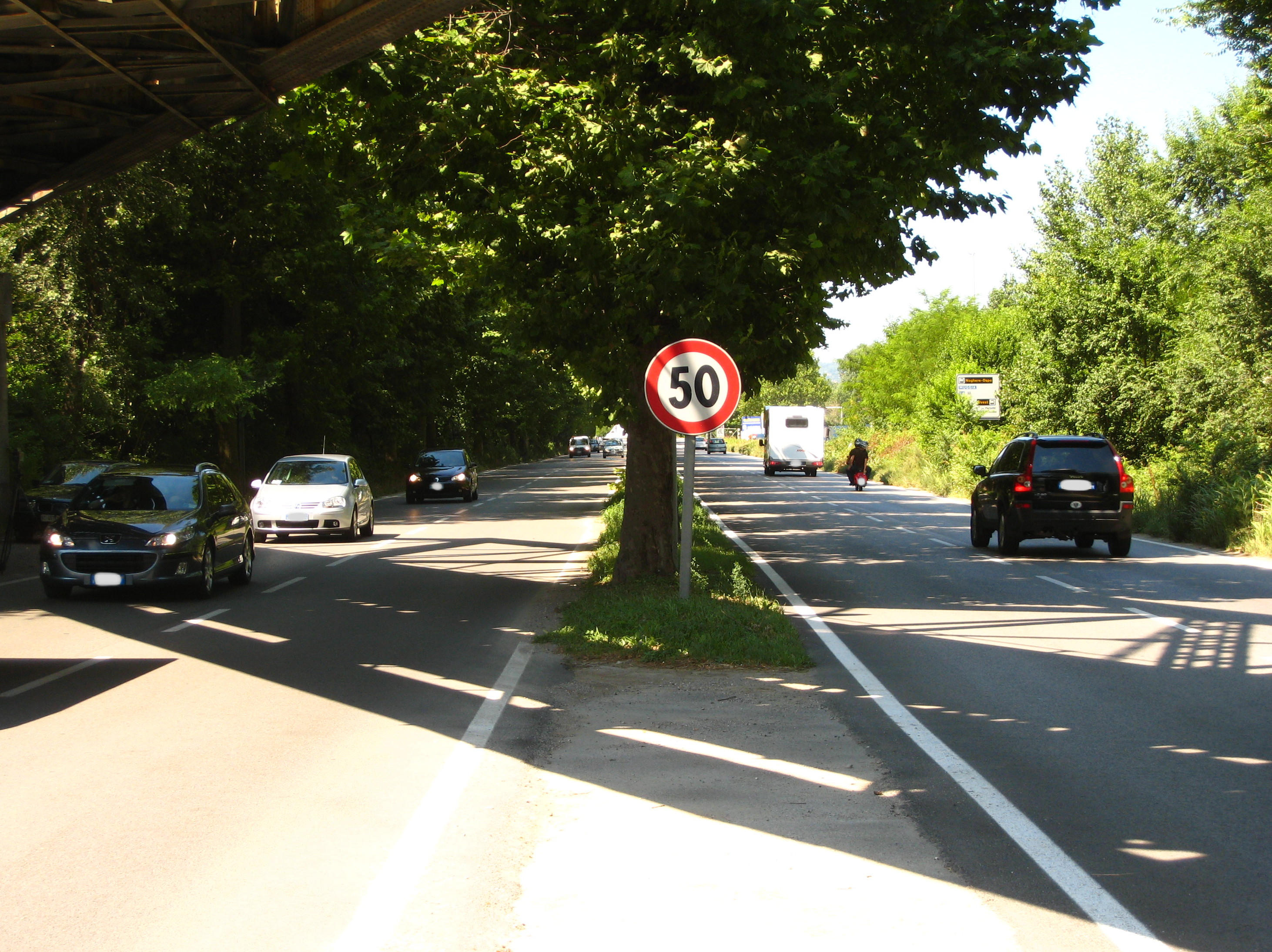
Un tratto della via Flavia nei pressi di Aquilinia

Iniziava a Trieste, in Piazza Dalmazia come diramazione della strada statale 14 della Venezia Giulia, proseguiva per le piazze Oberdan, Barriera, Garibaldi e Foraggi. Prosegiva nella galleria di Montebello, piazzale Baiamonti e dopo aver superato lo Stadio Nereo Rocco, la zona industriale e la periferia sud-est della città, entra nel comune di Muggia, nella frazione di Aquilinia, l'omonima galleria Aquilinia, Stramare, Noghere e terminava sul valico di Rabuiese.
Fino alla seconda guerra mondiale il suo percorso coincideva pressappoco con quello della strada consolare, in quanto arrivava fino a Pola (per un totale di circa 145 km); nel 1947 la parte che va a sud del fiume Quieto fu ceduta alla Jugoslavia, mentre da Rabuiese al Quieto seguì le sorti della Zona B del Territorio Libero di Trieste.
La sua lunghezza è particolarmente ridotta, 5,110 km, ma fino al 2008 era una delle arterie più importanti per il flusso turistico e commerciale destinato alla costiera dell'alto Adriatico dell'Istria. Con l'apertura del raccordo autostradale Lacostice-Rabuiese (19 novembre 2008), che collega direttamente il sistema autostradale italiano con quello del litorale sloveno, il traffico su questa arteria, particolarmente elevato nei mesi estivi, si è ridotto notevolmente.

## Declassificazione
La strada è stata consegnata alla Provincia di Trieste in seguito alla sua declassificazione seguente all'apertura dell'autostrada Sistiana-Rabuiese, completando così la Grande Viabilità Triestina e conseguentemente facendo crollare il traffico, specialmente nella tratta tra le zone industriali di Trieste e di Muggia.
La tratta dell'autostrada Sistiana-Rabuiese che ha fatto cessare il traffico sulla statale 15 è stata la tratta tra Lacotisce ed il valico di Rabuiese (ex Nuova strada ANAS 326 Raccordo Lacotisce-Rabuiese).